# 乌赫利亚里克·耶诺
乌赫利亚里克·耶诺（匈牙利語：Uhlyárik Jenő，1893年10月15日—1974年4月23日），匈牙利男子击剑运动员。他曾代表匈牙利参加1924年夏季奥林匹克运动会击剑比赛，获得男子团体佩剑银牌。